# Ponor (Alba)
Pour les articles homonymes, voir Ponor (homonymie).
Ponor (en hongrois : Nagyponor, en allemand : Gross-Poner) est une commune du județ d'Alba, Roumanie qui compte 540 habitants.
La commune est composée de six villages : După Deal, Geogel, Măcărești, Ponor, Valea Bucurului et Vale în Jos.

## Démographie
D'après le recensement de 2011, la commune compte 540 habitants, en forte baisse par rapport au recensement de 2002 où elle en comptait 697.
Lors de ce recensement de 2011, 96,3 % de la population se déclare roumaine (3,52 % ne déclare pas d'appartenance ethnique).

## Politique
| Période                                  | Période  | Identité     | Étiquette | Qualité |
| ---------------------------------------- | -------- | ------------ | --------- | ------- |
| Les données manquantes sont à compléter. |          |              |           |         |
| 2008                                     | 2016     | Vasile Stan  | PDL       |         |
| 2016                                     | En cours | Bujor Petruț | PNL       |         |

| Parti | Parti                                      | Sièges |
| ----- | ------------------------------------------ | ------ |
|       | Parti social-démocrate (PSD)               | 4      |
|       | Parti national libéral (PNL)               | 4      |
|       | Alliance des libéraux et démocrates (ALDE) | 1      |